# Staurois latopalmatus
Staurois latopalmatus là một loài ếch thuộc họ Ranidae. 
Loài này có ở Brunei, Indonesia, và Malaysia.
Môi trường sống tự nhiên của chúng là rừng ẩm vùng đất thấp nhiệt đới hoặc cận nhiệt đới, sông ngòi, và rừng trước đây suy thoái nghiêm trọng. Nó không được IUCN xem là loài bị đe dọa.